# Joas Magolego
Joas Magolego (Pretoria, 13 de octubre de 1971 - Pretoria, 4 de julio de 2014) fue un futbolista sudafricano que jugaba en la demarcación de defensa.

## Biografía
Fue un futbolista que jugó durante toda su carrera para el Mamelodi Sundowns FC. Debutó en 1990 y se retiró en 2002. Llegó a ganar la National Soccer League en 1993, y la Premier Soccer League durante tres años seguidos, 1998, 1999 y en el año 2000. Tras 352 partidos jugados y 14 goles, se retiró.
Falleció el 4 de julio de 2014 a los 42 años de edad tras una larga enfermedad.

## Selección nacional
Debutó con la selección el 11 de julio de 1993 en un partido de clasificación para la Copa Africana de Naciones 1994 contra Zambia, partido que finalizó con un resultado de 3-0 a favor del combinado zambiano. Su segundo y último partido, también de clasificación, lo disputó 14 días después contra Mauricio, partido que también acabó en derrota sudafricana por 3-1.

## Clubes
| Club                 | País      | Año         | Partidos | Goles |
| -------------------- | --------- | ----------- | -------- | ----- |
| Mamelodi Sundowns FC | Sudáfrica | 1990 - 2002 | 352      | 14    |

## Palmarés

### Campeonatos nacionales
| Título                 | Club                 | País      | Año  |
| ---------------------- | -------------------- | --------- | ---- |
| National Soccer League | Mamelodi Sundowns FC | Sudáfrica | 1993 |
| Premier Soccer League  | Mamelodi Sundowns FC | Sudáfrica | 1998 |
| Premier Soccer League  | Mamelodi Sundowns FC | Sudáfrica | 1999 |
| Premier Soccer League  | Mamelodi Sundowns FC | Sudáfrica | 2000 |